# C++17
C++17, anciennement connu sous le nom de C++1z, est une norme pour le langage de programmation C++. Elle a été publiée en décembre 2017 sous le nom de ISO/CEI 14882:2017.
Le dernier working draft gratuit est le N4659, qui date du 21 mars 2017, les seules différences avec le standard étant des corrections éditoriales.

## Suppression
Cette version de C++ a non seulement ajouté de nouvelles fonctionnalités, mais en a également supprimé quelques-unes.
- Suppression des trigrammes[1],[2].
- Suppression de certains types et fonctions obsolètes de la bibliothèque standard, notamment std::auto_ptr, std::random_shuffle et les anciens adaptateurs de fonction[3],[4]. Celles-ci ont été remplacées dans C++11 par des fonctionnalités améliorées telles que std::unique_ptr, std::shuffle, std::bind et lambdas.
- Suppression de l'utilisation (anciennement obsolète) du mot clé register en tant que spécificateur de classe de stockage[5]. Ce mot-clé reste réservé.

## Nouvelles fonctionnalités

### Langage
- Le message de static_assert est facultatif[6].
- Utilisation possible de typename (comme alternative à class) pour les paramètres de template template[7].
- Nouvelles règles de déduction des braced-init-list avec auto[8],[3].
- Définitions d'espace de noms imbriquées : namespace X::Y { … } au lieu de namespace X { namespace Y { … } }[3],[9].
- Utilisation d'attributs sur les espaces de noms et les énumérateurs[10].
- Nouveaux attributs standards [[fallthrough]][11], [[maybe_unused]][12] et [[nodiscard]][13].
- Caractères littéraux UTF-8 (u8)[14] (les chaines littérales UTF-8 existent depuis C++11).
- Littéraux hexadécimaux à virgule flottante[15].
- Utilisation de auto pour les non-type template parameter[16].
- Évaluation constante des arguments des non-type template parameter[17].
- fold expression pour les variadic template[18].
- if statique évalué à la compilation : if constexpr(expression)[19].
- Déclarations  structured binding : auto [a, b] = getTwoReturnValues();[20].
- Initialiseurs dans les instructions if et switch[21].
- L'initialisation par copie et l'initialisation directe  d'objets de type T partir de prvalue de type T (en ignorant les qualificatifs cv) n'entraîne l'appel d'aucun constructeur de copie ni de déplacement à partir de l'expression prvalue (élision de copie).
- Déduction des arguments des classes templates disponibles pour les constructeurs[22],[23]. Autorisant l'écriture std::pair(5.0, false) au lieu d'exiger la fourniture explicite des types des arguments du constructeur std::pair<double, bool>(5.0, false) ou une fonction de construction intermédiaire std::make_pair(5.0, false).
- Variables inline permettant la définition de variables dans les fichiers d'en-tête sans enfreindre la règle de définition unique (les règles sont similaires à celle des fonctions inline).
- __has_include permettant de vérifier la disponibilité d'un en-tête par les directives du préprocesseur[24].
- La valeur de __cplusplus est changée en 201703L[25].
- Les spécifications d'exception ont été intégrées à la signature des fonctions[26].
- Les expressions lambda peuvent capturer *this par valeur[27].

### Bibliothèque
- La majorité de Library Fundamentals V1 TS, y compris [28] :
  - std::string_view : référence non propriétaire en lecture seule sur une séquence de caractères ou une sous-chaîne de caractères[29].
  - std::optional : représentation d'objets facultatifs.
  - std::any pour contenir des valeurs uniques de tout type.
- std::uncaught_exceptions en remplacement de std::uncaught_exception< dans la gestion des exceptions[30].
- Nouvelles fonctions d'insertion try_emplace et insert_or_assign pour les structures de données associatives std::map et std::unordered_map[31].
- Fonctions libres d'accès uniforme au conteneur std::size, std::empty et std::data[32].
- Définition des « itérateurs contigus »[33].
- Bibliothèque de système de fichiers basée sur boost::filesystem[34].
- Versions parallèles de plusieurs algorithmes STL[35].
- Fonctions spéciales mathématiques supplémentaires, y compris les intégrales elliptiques et les fonctions de Bessel[36].
- std::variant : un type somme[37].
- std::byte : type représentant un multiplet de données comme un multiplet plutôt qu'un caractère[38].
- Traits modélisant les opérateurs logiques : std::conjunction, std::disjunction et std::negation[39].